# Nati nel 1903/Agosto
| Questa pagina contiene informazioni ricavate automaticamente dalle voci biografiche con l'ausilio del template Bio e di un bot. L'aggiornamento è periodico e automatico e ricostruisce completamente la pagina. Se manca una persona in questa lista, sei pregato di non aggiungerla, ma accertati piuttosto che la sua voce biografica contenga il template Bio e che i dati anagrafici siano correttamente compilati. Se il template Bio manca, inseriscilo tu stesso o, in alternativa, metti l'avviso {{tmp\|Bio}} che ne segnala la mancanza. Se i dati riportati sono sbagliati, correggi direttamente la voce biografica; le modifiche saranno visibili in questa lista entro pochi giorni. Per chiarimenti vedi il progetto biografie. La lista contiene solo le 117 persone che sono citate nell'enciclopedia e per le quali è stato implementato correttamente il template Bio. Pagina aggiornata al 18 lug 2025. |

- 1º agosto - Thomas D'Alesandro Jr., politico statunitense († 1987)
- 1º agosto - Corrado Fatta, storico italiano († 1979)
- 1º agosto - Paul Horgan, scrittore statunitense († 1995)
- 1º agosto - Helena Nordheim, ginnasta olandese († 1943)
- 1º agosto - Rezső Soó, botanico ungherese († 1980)
- 2 agosto - Enzo Beneo, ingegnere e geologo italiano († 1988)
- 2 agosto - Charles Brommesson, calciatore svedese († 1978)
- 2 agosto - Boris Genrichovič Dolin, regista sovietico († 1976)
- 2 agosto - Johannes B. Lotz, filosofo e teologo tedesco († 1992)
- 3 agosto - Adrienne Ames, attrice statunitense († 1947)
- 3 agosto - Habib Bourguiba, politico tunisino († 2000)
- 3 agosto - Vittorio Ieralla, attivista italiano († 1982)
- 3 agosto - Fahri Korutürk, militare e politico turco († 1987)
- 3 agosto - Sumiyuki Kotani, judoka e lottatore giapponese († 1991)
- 3 agosto - Nicola di Romania, principe rumeno († 1978)
- 3 agosto - Charlotte Radcliffe, nuotatrice britannica († 1979)
- 3 agosto - Ezio Vanoni, economista e politico italiano († 1956)
- 4 agosto - Fraňo Štefunko, scultore slovacco († 1974)
- 5 agosto - Giuseppe Balasso, politico italiano († 1975)
- 5 agosto - Jan van Diepenbeek, calciatore olandese († 1981)
- 5 agosto - Rensis Likert, psicologo statunitense († 1981)
- 5 agosto - Aristodemo Maniera, politico e partigiano italiano († 1992)
- 6 agosto - Francis William Lionel Collings Beaumont, militare e produttore cinematografico britannico († 1941)
- 6 agosto - Bunny Breckinridge, attore statunitense († 1996)
- 6 agosto - Lauro Chiazzese, giurista e politico italiano († 1957)
- 6 agosto - Virginia Foster Durr, attivista statunitense († 1999)
- 6 agosto - Philip M. Morse, fisico statunitense († 1985)
- 6 agosto - Charles McIlvaine, canottiere statunitense († 1975)
- 7 agosto - Charlotte Eisenblätter, antifascista tedesca († 1944)
- 7 agosto - Louis Leakey, paleontologo britannico († 1972)
- 8 agosto - Ambrogio Donini, politico e storico italiano († 1991)
- 8 agosto - Dayton Lummis, attore statunitense († 1988)
- 8 agosto - Mahmud Muntasser, politico libico († 1970)
- 8 agosto - Arturo Robba, politico italiano († 1986)
- 9 agosto - Salve D'Esposito, compositore e direttore d'orchestra italiano († 1982)
- 9 agosto - Tom Tyler, attore statunitense († 1954)
- 9 agosto - Francesco de Martini, generale italiano († 1981)
- 10 agosto - Malcolm Brown, scenografo statunitense († 1967)
- 10 agosto - Eleanor Lambert, statunitense († 2003)
- 10 agosto - Ward Moore, scrittore di fantascienza statunitense († 1978)
- 10 agosto - Judson Philips, scrittore statunitense († 1989)
- 10 agosto - Mariano Tansini, calciatore, allenatore di calcio e dirigente sportivo italiano († 1968)
- 11 agosto - Alessandro Buttè, sindacalista e politico italiano († 1976)
- 11 agosto - Eugenio Fuselli, architetto e urbanista italiano († 2003)
- 11 agosto - Carmen Rendiles Martínez, religiosa venezuelana († 1977)
- 12 agosto - Mario Nasalli Rocca di Corneliano, cardinale e arcivescovo cattolico italiano († 1988)
- 13 agosto - Wilton Graff, attore statunitense († 1969)
- 13 agosto - Chubby Johnson, attore statunitense († 1974)
- 13 agosto - Jim McKenzie, pugile britannico († 1931)
- 13 agosto - Francesca Serio, attivista italiana († 1992)
- 14 agosto - Kim Chaek, rivoluzionario, politico e generale nordcoreano († 1951)
- 14 agosto - Eduardo Mallea, scrittore e saggista argentino († 1982)
- 14 agosto - Millard Mitchell, attore statunitense († 1953)
- 14 agosto - Karl Politz, calciatore tedesco († 1987)
- 15 agosto - Nicola Jaeger, giurista e magistrato italiano († 1975)
- 15 agosto - Werner Ostendorff, generale tedesco († 1945)
- 15 agosto - Luigi Zuppante, politico italiano († 1986)
- 16 agosto - Giacomo Bertucci, pittore italiano († 1982)
- 16 agosto - August Lass, calciatore estone († 1962)
- 16 agosto - Joe Dundee, pugile statunitense († 1982)
- 17 agosto - Raoul Follereau, giornalista, filantropo e poeta francese († 1977)
- 17 agosto - Gustav Münzberger, militare tedesco († 1977)
- 17 agosto - Georges Sébastian, direttore d'orchestra ungherese († 1989)
- 17 agosto - Olav Sunde, giavellottista norvegese († 1985)
- 18 agosto - Abebe Aregai, militare e politico etiope († 1960)
- 18 agosto - Lucienne Boyer, cantante francese († 1983)
- 18 agosto - Adhemar Canavesi, calciatore uruguaiano († 1984)
- 18 agosto - Zynovij Kovalyk, presbitero ucraino († 1941)
- 18 agosto - Clemente Tafuri, pittore e illustratore italiano († 1971)
- 19 agosto - Ludwig Apfelbeck, ingegnere austriaco († 1987)
- 19 agosto - José Castelli, calciatore e allenatore di calcio brasiliano († 1984)
- 19 agosto - James Gould Cozzens, scrittore statunitense († 1978)
- 19 agosto - Pietro Dalle Vedove, calciatore italiano († 1956)
- 19 agosto - Claude Dauphin, attore francese († 1978)
- 19 agosto - Gérard Devos, calciatore belga († 1972)
- 19 agosto - César Moro, poeta e pittore peruviano († 1956)
- 19 agosto - Lewis Sargent, attore statunitense († 1970)
- 21 agosto - Giovanni Bellardi, calciatore italiano
- 21 agosto - William Fairhurst, scacchista e ingegnere britannico († 1982)
- 22 agosto - Ksenija Georgievna Romanova, principessa russa († 1965)
- 22 agosto - John Lyng, politico norvegese († 1978)
- 22 agosto - René Wellek, critico letterario austriaco († 1995)
- 23 agosto - Laura Bianchini, politica e partigiana italiana († 1983)
- 23 agosto - Charles F. Brannan, politico statunitense († 1992)
- 23 agosto - John Gallaudet, attore statunitense († 1983)
- 23 agosto - Serge Golon, scrittore francese († 1972)
- 24 agosto - Peppino De Filippo, attore, comico e drammaturgo italiano († 1980)
- 24 agosto - Karl Hanke, generale e politico tedesco († 1945)
- 24 agosto - Carl Hartmann, calciatore tedesco († 1943)
- 24 agosto - Maria Lazzari, partigiana italiana († 1945)
- 24 agosto - Hanni Reinwald, modella e attrice tedesca († 1978)
- 24 agosto - Graham Vivian Sutherland, pittore britannico († 1980)
- 24 agosto - Willi Winkler, calciatore tedesco († 1967)
- 24 agosto - Ede Zathureczky, violinista e musicologo ungherese († 1959)
- 25 agosto - Augusto Alvini, artista italiano († 1992)
- 25 agosto - Bertil Carlsson, saltatore con gli sci svedese († 1953)
- 25 agosto - Arpad Emrick Elo, fisico e scacchista ungherese († 1992)
- 25 agosto - Simone Mareuil, attrice francese († 1954)
- 25 agosto - Gerda Maurus, attrice austriaca († 1968)
- 25 agosto - Wally O'Connor, nuotatore e pallanuotista statunitense († 1950)
- 26 agosto - William Kendall, attore inglese († 1984)
- 26 agosto - Ferenc Weinhardt, calciatore ungherese († 1980)
- 27 agosto - Mychajlo Bondarenko, politico sovietico († 1938)
- 27 agosto - Ferenc Keserű, pallanuotista ungherese († 1968)
- 27 agosto - Othmar Schmalz, pallanuotista svizzero († 1966)
- 28 agosto - Bruno Bettelheim, filosofo austriaco († 1990)
- 28 agosto - Mario Bucci, pittore italiano († 1970)
- 28 agosto - Mario Gastaldi, editore e giornalista italiano († 1973)
- 28 agosto - Mimì Quilici Buzzacchi, pittrice italiana († 1990)
- 28 agosto - Thure Sjöstedt, lottatore svedese († 1956)
- 28 agosto - Rudolf Wagner-Régeny, musicista rumeno († 1969)
- 29 agosto - Andrej Fajt, attore sovietico († 1976)
- 29 agosto - Jean Follain, poeta e scrittore francese († 1971)
- 29 agosto - Ole Stenen, fondista, combinatista nordico e sciatore di pattuglia militare norvegese († 1975)
- 30 agosto - Didrik Christensen, calciatore norvegese († 1974)
- 30 agosto - Pietro Pavan, cardinale italiano († 1994)
- 31 agosto - Vladimir Jankélévitch, filosofo e musicologo francese († 1985)